# Bastia Fattori
La bastia Fattori è una corte fortificata medievale, situata in strada Bastia Fattori 21
a Scurano, frazione di Neviano degli Arduini, in provincia di Parma.

## Storia
La fortificazione originaria, posta alle pendici del monte Castellaro, fu edificata entro il XIV secolo a presidio del territorio di Scurano per volere dei Da Correggio.
Nel 1403 le truppe di Ottobuono de' Terzi, comandate dal fratello Giacomo e dai loro alleati Avogari, assaltarono e conquistarono la struttura, per poi darla alle fiamme.
Nel 1409 Galasso Da Correggio riconquistò la zona e riedificò sul luogo del castello una possente torre fortificata. Nel 1474, dopo la morte senza figli del fratello Manfredo, i suoi feudi parmensi situati lungo l'Enza, tra cui Brescello, Castelnovo, Bazzano e Scurano, furono assorbiti dalla Camera Ducale di Milano, che ne investì l'allora duca di Mortara Ludovico Sforza.
Il 6 marzo 1479, nel timore di possibili attacchi alla città di Parma da parte degli abitanti di Scurano dopo il lungo periodo di dominio da parte dei Da Correggio, lo Sforza ordinò la demolizione della torre fortificata. Dopo breve tempo il Moro cedette, in cambio di Castelnuovo di Tortona, i feudi posti lungo l'Enza al duca di Ferrara Ercole I d'Este, che nello stesso anno fece probabilmente costruire la bastia difensiva a presidio del territorio e ne nominò castellani i membri della famiglia Fattori.
Nel XVII secolo il complesso fu interamente ristrutturato per volere dei Fattori, che nel 1693 aggiunsero il loggiato a nord del cortile centrale e nel 1696 eressero a sud-est l'oratorio.
In seguito la struttura fu frazionata tra vari proprietari.

## Descrizione

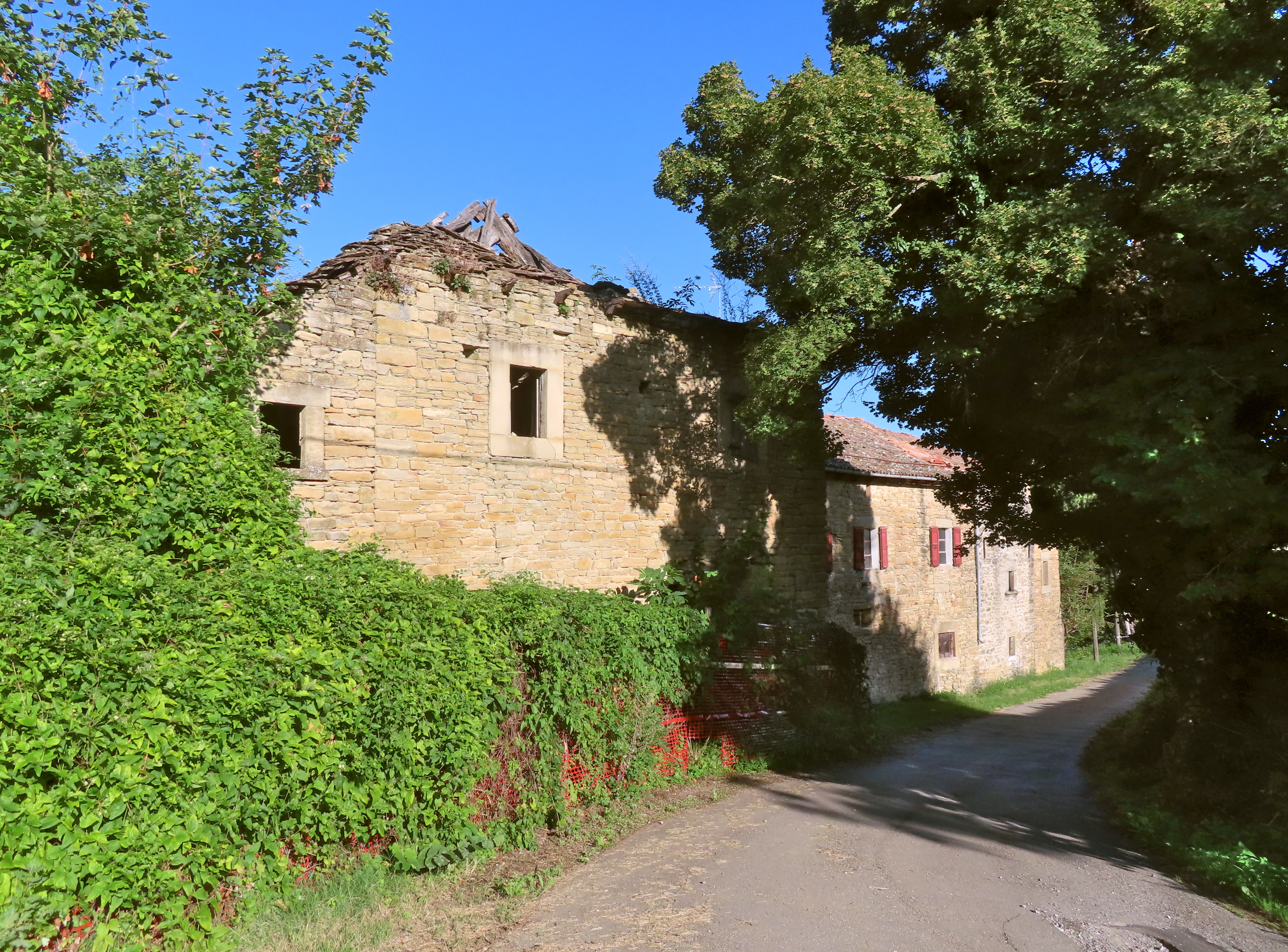
Lato sud-ovest

La bastia, posta su un terreno in pendenza, si sviluppa intorno a un cortile centrale a pianta rettangolare, con ingresso a nord-ovest.
Gli edifici, interamente realizzati in pietra, presentano forme e altezze diverse e sono dominati da due torri; oltre alle strutture a uso residenziale destinate anticamente ai castellani e alla servitù, del complesso fanno parte anche alcuni fabbricati rustici.
L'ampio portale d'ingresso ad arco a tutto sesto, delimitato da due paraste in mattoni, è affiancato sulla sinistra da una piccola nicchia in arenaria, contenente un altorilievo marmoreo raffigurante la Madonna col Bambino.
All'interno, la corte rettangolare accoglie al centro un pozzo in muratura. Sul lato nord si erge l'ala nobile, dominata da un loggiato seicentesco retto da colonne in pietra; un portale ad arco a tutto sesto, risalente al 1693, è ornato in chiave di volta con uno stemma della famiglia Fattori.

### Oratorio dell'Addolorata

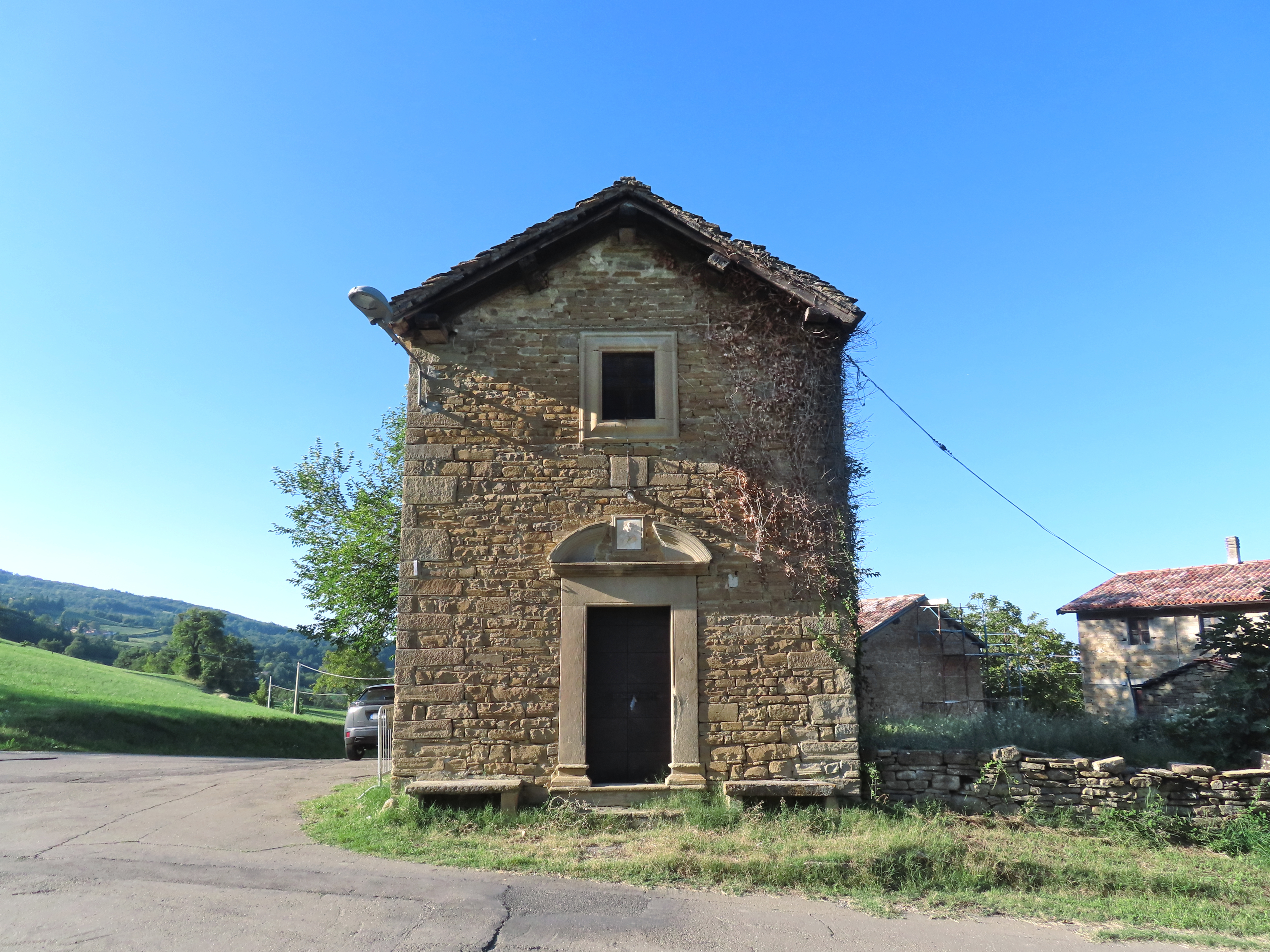
Oratorio dell'Addolorata

L'oratorio barocco, eretto nel 1696 per volere di Carlo Fattori all'esterno della corte, presenta una simmetrica facciata a capanna; nel mezzo si apre il portale d'ingresso, delimitato da una cornice in arenaria e sormontato da un frontone semicircolare spezzato, al cui centro è posta una formella marmorea rappresentante la Madonna Addolorata; più in alto si trova una finestra rettangolare, con cornice modanata in pietra.